# Abduction (película de 2019)
Abduction (también conocida como Twilight Zodiac) es una película de acción, terror y ciencia ficción de 2019, dirigida por Ernie Barbarash, escrita por Mike MacLean, musicalizada por Marc Vanocur, en la fotografía estuvo Phil Parmet y los protagonistas son Scott Adkins, Andy On y Truong Ngoc Anh, entre otros. El filme fue realizado por Ace Films, Beijing iQIYI Technology, Pandora Culture & Media y Red Sea Media, se estrenó el 20 de marzo de 2019.

## Sinopsis
Quinn está en un parque en Vietnam y no se acuerda quién es ni de qué lugar viene. Mientras circula por la ciudad, juntando datos sobre su pasado, es acosado constantemente por figuras enigmáticamente peligrosas.